# Festival de Yulin

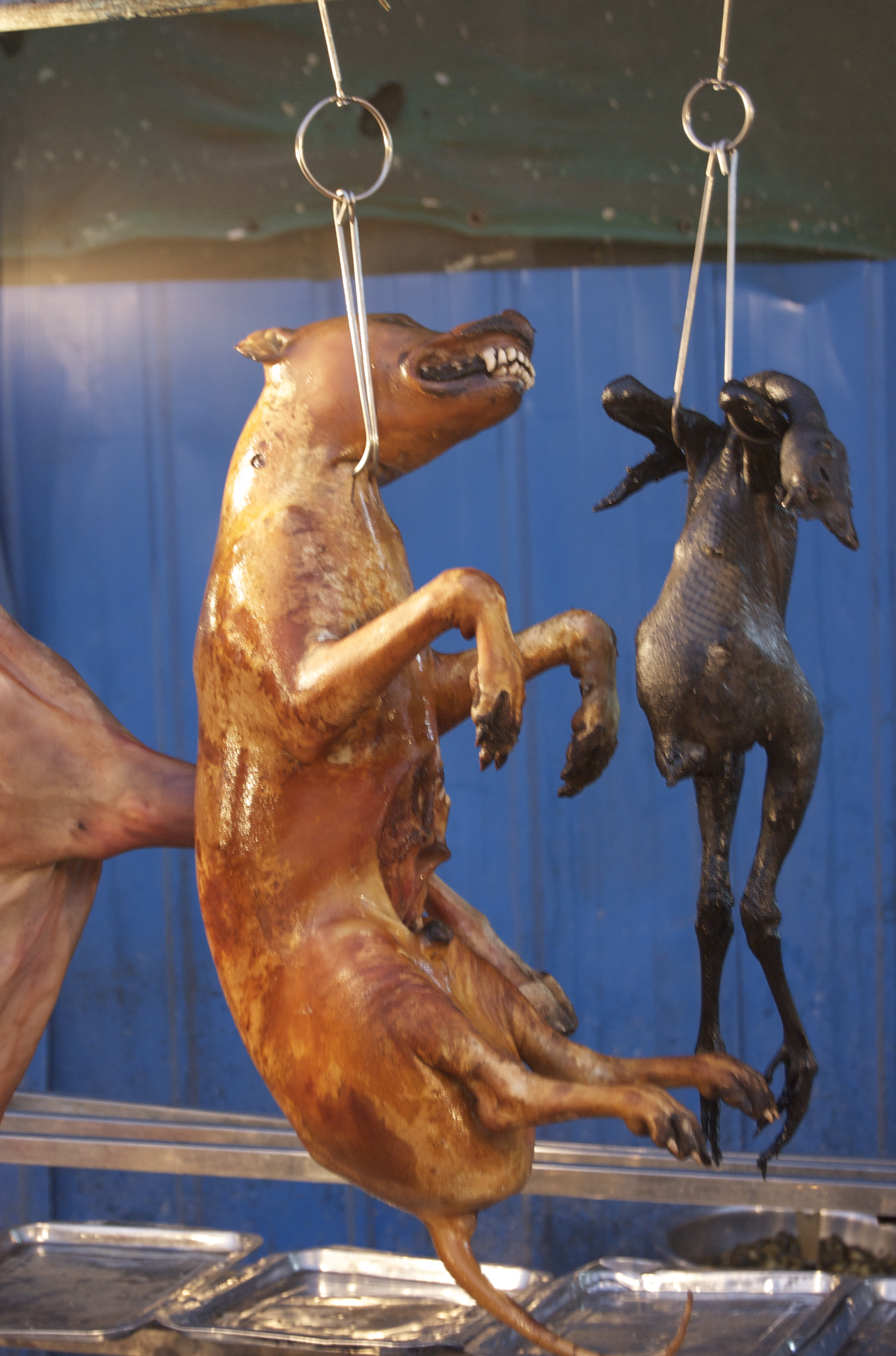
Cachorros cozidos prontos para compra.

Festival de Yulin é uma celebração anual realizada em Yulin, Quancim, China, durante o solstício de verão em que os frequentadores do festival comem carne de cachorro e lichia. O festival começou em 2009 e abrange cerca de dez dias durante os quais se estima que sejam consumidos entre 10 mil e 15 mil cães. O festival tem sido criticado por defensores do bem-estar e dos direitos dos animais.
A tradição do consumo de carne de cachorro começou há mais de 4000 anos na China. Os praticantes da popular medicina tradicional chinesa acreditam que a carne de cachorro ajudaria a afastar o calor sentido durante os meses de verão, mas o Festival em Yulin é recente.

## Reação
A deputada estadunidense Alcee Hastings apresentou, juntamente com 27 colegas parlamentares, uma resolução bipartidária (Resolução 752 da Câmara dos Representantes dos Estados Unidos) em 2016 em que condena o festival e pede ao governo chinês que proíba o comércio de carne de cachorro. A resolução foi apoiada pela Humane Society dos Estados Unidos, pela Humane Society Legislative Fund e pela Humane Society International. Em 2017, Hastings reintroduziu, juntamente com 49 parlamentares, sua resolução bipartidária de 2016 através da Resolução 30.
Celebridades como Ken Todd, Lisa Vanderpump, Ricky Gervais, George Lopez, Ian Somerhalder, Leona Lewis, Lori Alan, Tom Kenny, Sharon Osbourne e Rob Zombie manifestaram publicamente seu desagrado pelo festival.